# Elsa Rosenius-Andersson
Elsa Sofia Ulrika Rosenius-Andersson, född 15 februari 1873 i Stockholm, död där 30 december 1961, var en svensk konstnär och tecknare.

## Biografi
Elsa Rosenius-Andersson var dotter till civilingenjören Carl David Rosenius (1844-1925) och Hulda Matilda Öhman (1848-1905). Hon var under en period anställd på Stockholms Högskola som illustratör av vetenskapliga arbeten.
Hon var från 1920 assistent till arkeologen Johan Gunnar Andersson (1874-1960) och deltog i hans utgrävningar i Kina. Hon gifte sig med Andersson den 16 april 1923. Hon reste åter till Sverige från Kina 1925, skilde sig den 20 februari 1935 och gifte inte om sig. Hon dog den 30 december 1961 i Stockholm och vilar på Norra begravningsplatsen i Solna.
Östasiatiska museet i Stockholm har i sina samlingar 84 st bilder från Kina och Mongoliet tagna på 1920-talet av Elsa Rosenius-Andersson.